# اس‌ام یوسی-۶۹
اس‌ام یوسی-۶۹ (به انگلیسی: SM UC-69) یک زیردریایی بود که طول آن ۱۶۵ فوت ۲ اینچ (۵۰٫۳۴ متر) بود. این زیردریایی در سال ۱۹۱۶ ساخته شد.